# Peter Wallenborn

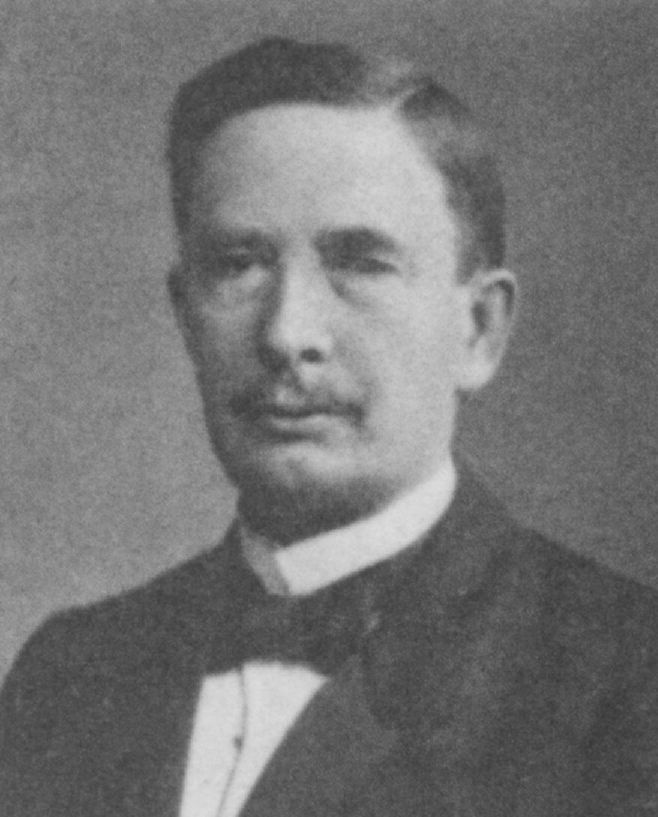
Peter Wallenborn als Reichstagsabgeordneter 1912

Quirin Peter Wallenborn (* 30. März 1848 in Bitburg; † 16. Mai 1917 in Berlin-Südende oder Remagen) war Landwirt und Mitglied des Deutschen Reichstags.

## Leben
Wallenborn besuchte die Volksschule zu Bitburg, die Gymnasien zu Trier und Münstereifel und die Universität Bonn von 1868 bis 1870. Er studierte dort klassische Philologie und Philosophie. Durch andauernde Kränklichkeit gezwungen die Studien aufzugeben, widmete er sich der landwirtschaftlichen Beschäftigung, speziell dem Obstbau und daneben den öffentlichen Angelegenheiten und der Geschichte seiner Heimat. Er war Erster Beigeordneter seiner Vaterstadt und Mitglied des katholischen Kirchenvorstandes bis zur Übersiedlung nach Remagen 1909. Weiter war er Mitglied des Kreisausschusses Bitburg zwischen 1888 und 1902, des Rheinischen Provinziallandtags (1888–1894 und 1905/06) und der Rheinischen Landwirtschaftskammer seit deren Bestehen. Außerdem war er Vorstandsmitglied des Rheinischen, lange Jahre Stellvertretender, seit Oktober 1911 erster Vorsitzender des Trierischen Bauernvereins.
Ab 1894 war er bis zu seinem Tode Mitglied des Preußischen Abgeordnetenhauses und ab 1896 des Deutschen Reichstags für den Wahlkreis Koblenz 5 (Mayen, Ahrweiler) und die Deutsche Zentrumspartei. Die Mandate endeten mit seinem Tode. 1913 wurde er zum Ehrenbürger von Bitburg ernannt, wo auch eine Straße nach ihm benannt ist.